# Pedro Osório
Pedro Osório es un municipio brasileño del estado de Río Grande del Sur. Se ubica a una altitud de 31 metros sobre el nivel del mar. Su población estimada para el año 2004 era de 8.191 habitantes, la ciudad de Pedro Osório se encuentra a orillas del río Piratiní el cual la separa de la localidad de Cerrito con la cual se encuentra conurbada.
Ocupa una superficie de 598,58 km².
- Datos: Q1749863
- Multimedia: Pedro Osório / Q1749863